# Radio Song
"Radio Song" é o quarto single lançado pela banda estadunidense R.E.M. para o álbum Out of Time de 1991, onde apareceu como a faixa de abertura. 
O vocalista Michael Stipe disse uma vez que esperava que todos tivessem senso de humor suficiente para perceber que ele estava "meio que irritando todo mundo", inclusive ele mesmo.
Stipe também pediu ao KRS-One, líder da Boogie Down Productions (da qual Stipe era fã), que contribuísse para a faixa. Ele fornece alguns vocais de apoio para a faixa, bem como um rap de encerramento, e aparece com destaque no videoclipe.   

## Créditos
R.E.M.
- Bill Berry - bateria
- Peter Buck - guitarra
- Mike Mills - órgão
- Michael Stipe - vocais principais

## Posição nas paradas musicais
| Parada (1991)                  | Melhor posição |
| ------------------------------ | -------------- |
| Europa (Eurochart Hot 100)     | 53             |
| Irlanda (IRMA)                 | 5              |
| Países Baixos (Single Top 100) | 56             |
| Portugal (AFP)                 | 3              |
| Reino Unido (UK Singles Chart) | 28             |

## Uso em outras mídias
A canção foi utilizada no filme Vida de Solteiro (1992), de Cameron Crowe, embora não esteja incluída no álbum oficial da trilha sonora.

## Versão Bingo Hand Job
Uma versão ao vivo do Radio Song foi lançada no início de 2019 via Noisetrade. Gravada em 1991 no The Boderline em Londres, a faixa foi creditada ao Bingo Hand Job, um pseudônimo para REM e convidados (que também adotaram vários nomes falsos). Uma gravação do concerto completo foi oficialmente lançada em abril de 2019 como Live at the Borderline 1991.